# Willie MacFarlane
Willie MacFarlane (* 17. März 1930 in Leith; † 11. März 2010) war ein schottischer Fußballspieler und -trainer. 

## Spielerkarriere
MacFarlane begann seine Karriere 1953 als Abwehrspieler bei Hibernian Edinburgh. An der Seite der „Famous Five“, zu denen die Spieler Gordon Smith, Bobby Johnstone, Lawrie Reilly, Eddie Turnbull und Willie Ormond gehörten, unternahm er mit dem Klub eine Südamerikatour, in deren Verlauf er im Maracanã auflief. Mit dem Klub erreichte er im Europapokal der Landesmeister 1955/56 nach Erfolgen über Rot-Weiss Essen und Djurgårdens IF das Halbfinale gegen Stade Reims, in dem er gegen Raymond Kopa spielte. Nach zwei Niederlagen verpasste er mit der Mannschaft die Endspielteilnahme.
1958 verließ MacFarlane den Klub in Richtung Raith Rovers. Dort lief er drei Spielzeiten auf, ehe er seine Karriere bei Greenock Morton ausklingen ließ. 

## Trainerkarriere
Nach dem Ende als aktiver Spieler wechselte MacFarlane auf die Trainerbank. Beim Amateurklub Hawick Royal Albert startete er 1967 seine Trainerlaufbahn, die ihn im folgenden Sommer zu Stirling Albion führte. Dort überzeugte er die Verantwortlichen seines ehemaligen Klubs Hibernian, der ihn als Nachfolger von Bob Shankly als Trainer verpflichtete. Nach dem frühen Ausscheiden im Landespokal und dem Ligapokal wurde er 1970 nach einem Klubbesitzerwechsel im Anschluss an eine Niederlage gegen den FC Liverpool im Messepokal entlassen. MacFarlane arbeitete fortan als Buchmacher in Edinburgh. 1978 kehrte er kurzzeitig als Trainer zurück, als er bis 1980 Meadowbank Thistle betreute.